# Armonie del pianeta Saturno
Armonie del pianeta Saturno, nota anche come L'aria di Saturno (o, semplicemente, Saturno), è una composizione per oboe, arpa e archi del musicista italiano Roberto Lupi.
Opera composta nel 1946 a Firenze come documentato dalla firma autografa del suo autore sullo spartito, divenne nota come sigla di chiusura dei programmi RAI-TV nel 1954.

## Cultura di massa
Il brano fu usato come sigla di chiusura delle trasmissioni RAI-TV dal 3 gennaio 1954 al 27 gennaio 1986.
La registrazione originale di Saturno fu utilizzata, in tutto o in parte, in film, serie TV e varietà:
- 1963 – I mostri di Dino Risi (episodio L'oppio dei popoli)
- 1963 – Le ore dell'amore di Luciano Salce
- 1964 – Se permettete parliamo di donne di Ettore Scola
- 1969 – La famiglia Benvenuti di Alfredo Giannetti (ultimo episodio della 2ª stagione)
- 1969 – Vedo nudo di Dino Risi
- 1974 – Sabato sera dalle nove alle dieci di Giancarlo Nicotra (inizio 2ª puntata)
- 1975 – Giandomenico Fracchia - Sogni proibiti di uno di noi di Antonello Falqui (episodio Fracchia e la TV)
- 1988 – Chiari di luna di Lello Arena
- 1993 – Mille bolle blu di Leone Pompucci
- 2003 – Buongiorno, notte di Marco Bellocchio

## Cover
- Nini Rosso
- Eddie Calvert
- Bermuda Acoustic Trio
- Santarosa